# Carretera Federal 119
La Carretera Federal Puebla Tlaxcala es una carretera Mexicana libre que conecta la ciudad de Puebla de Zaragoza con la ciudad de Tlaxcala de Xicohténcatl en aproximadamente 50 minutos. Es la principal vía de comunicación de la Zona Metropolitana de Puebla-Tlaxcala y se ha convertido en un bulevar metropolitano, ya que pasa por una zona densamente poblada.

## Descripción
La carretera comienza en el entonque con la Autopista Puebla-Orizaba en la Junta Auxiliar San Felipe Hueyotlipan del municipio de Puebla, después se interna en el municipio de Cuautlancingo hasta los límites con Tlaxcala, cruza los municipios del sur tlaxcalteca y llega al Periférico de la Ciudad de Tlaxcala (Libramiento Tlaxcala). Finalmente concluye en el Monumento a Tlahuicole en Tlaxcala.

## Municipios que cruza
Estado de Puebla
- Puebla
- Cuautlancingo

Estado de Tlaxcala
- Papalotla
- Xicohtzinco
- Zacatelco
- Huactzinco
- Axocomanitla
- Tepeyanco
- Tlaxcala

## Lugares de interés que cruza
Estado de Puebla
- Zona industrial San Jerónimo Caleras
- Rastro municipal de Puebla

Estado de Tlaxcala
- Zona industrial Papalotla
- Zócalo de Xicohtzinco
- Zócalo de Zacatelco
- Centro Cultural de Zacatelco
- Universidad Politécnica de Tlaxcala
- Laguna de Acuitlapilco
- Campus central de la Universidad Autónoma de Tlaxcala
- Centro Cultural Universitario de la UATx